# Winchester Castle
Winchester Castle (Nederlands: kasteel van Winchester) is een middeleeuws kasteel in Winchester in Hampshire (Engeland). Het kasteel werd in 1067 gebouwd. Van het oorspronkelijke gebouw is alleen de ridderzaal nog bewaard gebleven. Hierin is een museum over de geschiedenis van de stad te vinden.

## Geschiedenis
In 1144 werd het kasteel tijdens de Anarchie belegerd door het leger van koning Stephanus, want er bevonden zich troepen in het kasteel die loyaal waren aan koningin Mathilde. In 1302 brak er een brand uit in de koninklijke vertrekken van het kasteel en wisten Eduard I en zijn tweede vrouw Margaretha van Frankrijk maar net aan de dood te ontsnappen.
Margaretha van York, de dochter van koning Eduard IV, werd in Winchester Castle geboren. Op 17 november 1603 werd Sir Walter Raleigh in de verbouwde ridderzaal opgesloten vanwege landverraad, omdat vermoed werd dat hij een aandeel had in een samenzwering tegen koning Jacobus I.
Het kasteel werd in de Engelse Burgeroorlog door de Royalists gebruikt totdat het gebouw in 1646 in handen van de Parliamentaristen viel, waarna Oliver Cromwell bevel gaf om het kasteel te slopen.
In de zeventiende eeuw had Karel II het plan om naast het kasteel een groot paleis te laten bouwen. Hij gaf Sir Christopher Wren de opdracht om een koninklijk paleis te ontwerpen om het te laten wedijveren met het paleis van Versailles, maar dit project werd door Jacobus II stopgezet.
De ridderzaal was op 15 maart 1953 het toneel van een geruchtmakend proces tegen Edward Douglas-Scott-Montagu, de derde baron van Beaulieu, Michael Pitt-Rivers en Peter Wildeblood, die werden aangeklaagd wegens "homoseksuele activiteiten". Het proces zorgde voor een omslag in de publieke opinie die in 1967 uiteindelijk tot het legaliseren van homoseksualiteit in het Verenigd Koninkrijk zou leiden.
Het kasteel is sinds 1889 de zetel van de Hampshire County Council die haar kantoren naast de ridderzaal heeft gevestigd. Vlakbij zijn de opgegraven overblijfselen van een ronde toren met geheime uitvaldeuren en garderobes in de Middeleeuwse stadsmuur zichtbaar.

## Ridderzaal
Koning Hendrik III, die werd geboren in Winchester Castle, liet tussen 1222 en 1235 de ridderzaal bouwen. De zaal heeft een ontwerp dat "double cube" genoemd wordt. De afmetingen zijn ongeveer 33,5 m bij 16,8 m bij 16,8 m. De grote zaal is gebouwd van vuursteen met stenen decoraties. De ridderzaal had oorspronkelijk lagere muren, met dakramen in het dak. Deze zijn later door grote dubbele ramen met maaswerk vervangen. Onder koning Eduard II werd het kasteel verder uitgebreid. In 1873 werd het dak van de ridderzaal geheel vervangen.
In de ridderzaal hangt een rond tafelblad, dat een kopie van de Ronde Tafel van koning Arthur voorstelt. De tafel werd de dertiende eeuw gemaakt, waarschijnlijk ter gelegenheid van een riddertoernooi. Het huidige uiterlijk kreeg de tafel nadat Hendrik VIII de tafel liet overschilderen, waarbij de namen van de ridders van koning Arthur langs de rand van de tafel werden toegevoegd.
Achter de ridderzaal ligt een middeleeuwse tuin vernoemd naar koningin Eleanor.

## Geboren
- Hendrik III van Engeland (1207-1272), koning van Engeland (1216-1272)

## Galerij

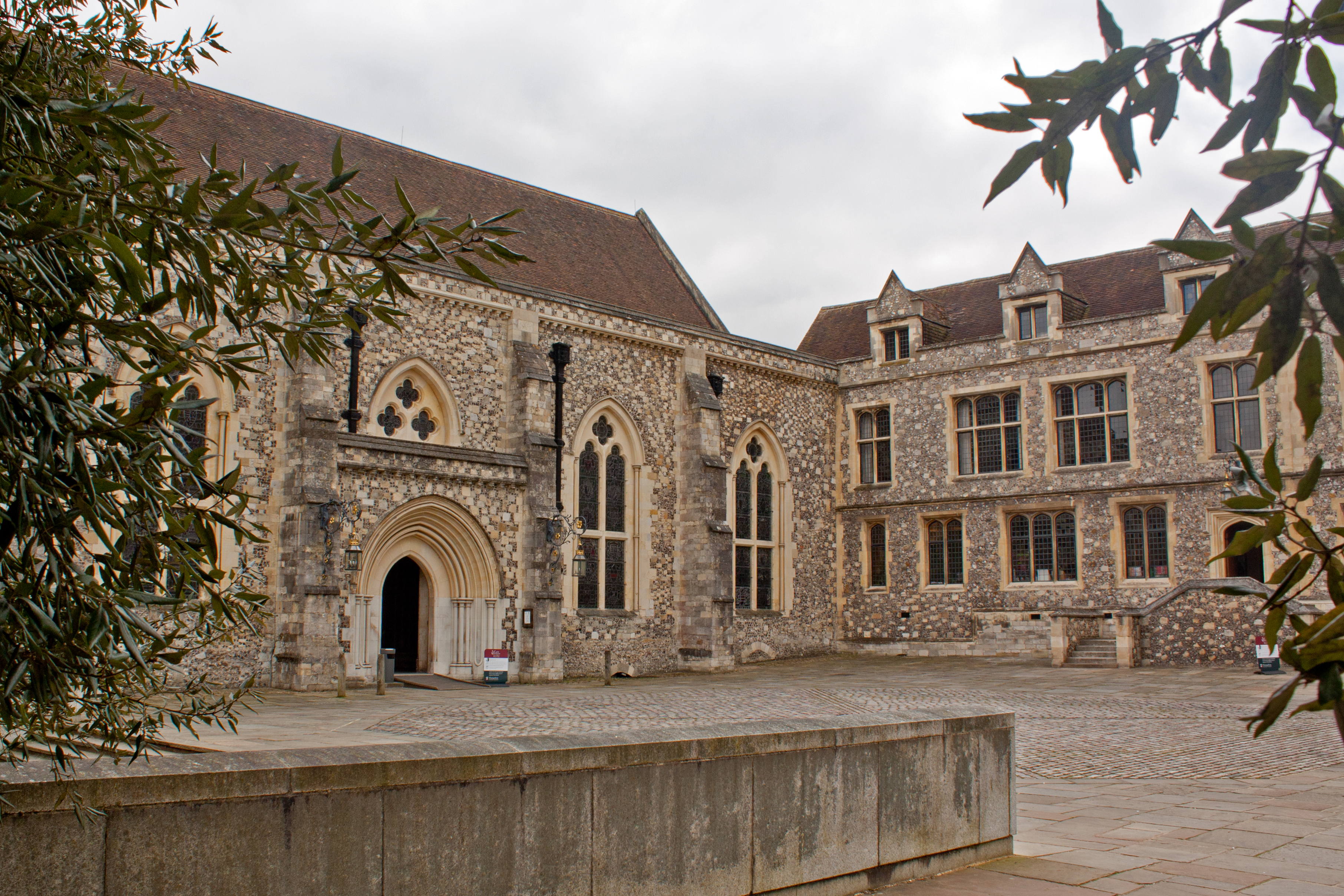
Winchester Great Hall
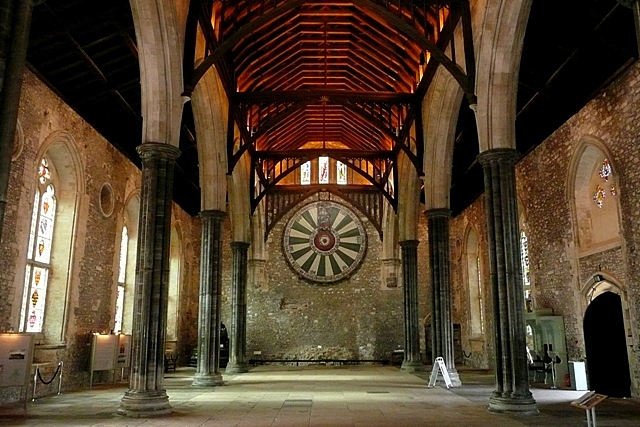
De ridderzaal
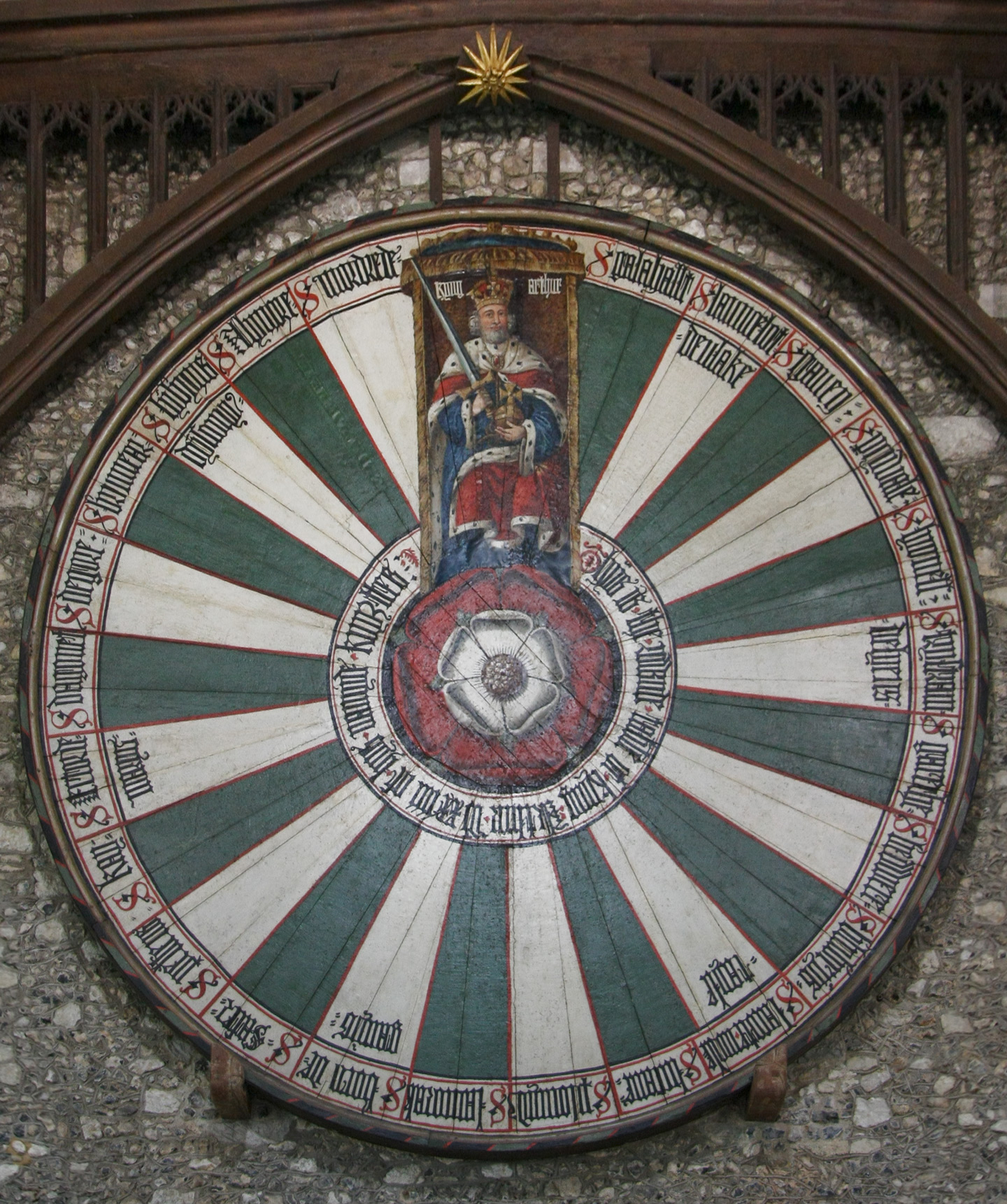
De "ronde tafel van Winchester" in de ridderzaal. Met dendrochronologie is de tafel gedateerd rond 1275.
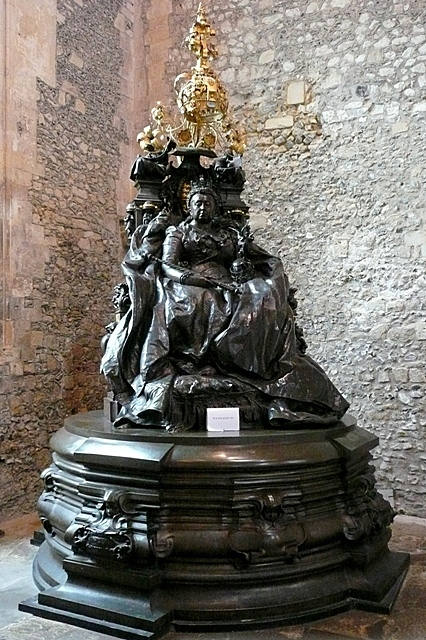
Standbeeld van koningin Victoria in de ridderzaal